# Phaulomyces triramosus
Phaulomyces triramosus är en svampart som beskrevs av Thaxt. 1931. Phaulomyces triramosus ingår i släktet Phaulomyces och familjen Laboulbeniaceae.   Inga underarter finns listade i Catalogue of Life.